# 후타리시즈카 -「천하전설살인사건」으로부터
〈후타리시즈카 -「천하전설살인사건」으로부터〉(일본어: 二人静 -「天河伝説殺人事件」より 후타리시즈카 텐카와덴세츠사츠진지켄 요리[*])는 일본의 여가수 나카모리 아키나(中森明菜)의 26번째 싱글로 1990년 11월 6일에 발매하였다.  (8cmCD: WPDL-4229, CT: WPSL-4229) 작사는 마츠모토 다카시(松本隆)가,  작곡은 세키구치 마코토(関口誠人)가, 편곡은 이노우에 아키라(井上鑑)가 담당하였고 워너 파이오니어의 레이블로 출시되었다. B사이드곡은 〈잊어…〉(忘れて… 와스레테[*])로, 작사는 가수인 나카모리가, 작곡은 하자마 겐지(羽佐間健二), 편곡은 오노자와 아츠시(小野沢篤)가 도맡았다. 이 곡은 본래 영화인 《천하전설살인사건》(天河伝説殺人事件)의 주제가로 제작된 곡이었으나, 정작 그녀의 노래는 영화 광고의 배경음악으로만 쓰였고 영화 말미에 흐르는 주제가는 싱어송라이터이자 이 곡의 작곡가 세키구치 마코토가 부른 버전이 사용되었다. 또한 이 곡을 끝으로 나카모리는 워너 파이오니어와의 계약을 파기하게 된다.
1991년 4월 8일, 오리콘 주간 싱글 차트에 등장하여 3위를 달성하였고 4월 15일까지 2주 연속 3위를 기록했다. 차트 톱100을 총 28주간 지켰고, 1991년 오리콘 연간 싱글 차트 21위를 기록했다.

## 수록곡
| #            | 제목                                                                                 | 작사            | 작곡            | 편곡            | 재생 시간 |
| ------------ | ------------------------------------------------------------------------------------ | --------------- | --------------- | --------------- | --------- |
| 1.           | 〈〈후타리시즈카 -「천하전설살인사건」으로부터〉(二人静 -「天河伝説殺人事件」より)〉 | 마츠모토 다카시 | 세키구치 마코토 | 이노우에 아키라 | 4:08      |
| 2.           | 〈〈잊어…〉(忘れて…)〉                                                               | 나카모리 아키나 | 하자마 겐지     | 오노자와 아츠시 | 2:48      |
| 총 재생 시간 | 총 재생 시간                                                                         | 총 재생 시간    | 총 재생 시간    | 총 재생 시간    | 6:56      |

## 발매 일정
| 버전                                                     | 일정             | 레이블         | 포맷                              |
| -------------------------------------------------------- | ---------------- | -------------- | --------------------------------- |
| 〈후타리시즈카 - 「천하전설살인사건」으로부터〉          | 1991년 3월 25일  | 워너 뮤직 재팬 | 8cmCD (WPDL-4229), CT (WPSL-4229) |
| 〈후타리시즈카 - 「천하전설살인사건」으로부터〉 (재발매) | 1998년 11월 26일 | 워너 뮤직 재팬 | 12cmCD (WPC6-8683)                |
| 〈후타리시즈카 - 「천하전설살인사건」으로부터〉 (재발매) | 2008년 11월 12일 | 워너 뮤직 재팬 | 디지털 다운로드                   |